# Helios Mendiburu
Helios Mendiburu (* 24. Februar 1936 in Madrid; † 2024 in Berlin) war ein deutsch-spanischer Ingenieur und Kommunalpolitiker. Nach der Wende im Jahr 1990 war er der erste frei gewählte Bezirksbürgermeister des Berliner Bezirks Friedrichshain und bis zum Jahr 2000 im Amt. Wegen „Boykotthetze“ verbrachte er zwischen 1957 und 1959 zweieinhalb Jahre in Gefängnissen und Haftarbeitslagern der DDR.

## Leben
Mendiburus Vater war Baske und Kommunist, seine Mutter eine Spanierin, die ebenfalls in der Kommunistischen Partei engagiert war. Im Spanischen Bürgerkrieg kämpfte sein Vater aufseiten der Republik. Nach der Niederlage flüchtete die Familie ins Exil nach Frankreich und wurde dort interniert. Der Vater Mendiburus schloss sich der französischen Résistance an und wurde 1944 von den deutschen Besatzern erschossen.
Die Mutter versuchte, mit ihren drei Kindern nach Südamerika auszuwandern. Dies Vorhaben scheiterte jedoch in Casablanca, von wo die Familie wieder nach Marseille zurückkehrte. 1944 flüchtete die Mutter mit den Kindern über die Pyrenäen ins spanische Irun. 1946 gelang es ihr, nach Deutschland auszuwandern; sie gingen nach Cottbus zu einem deutschen Kommunisten, den die Mutter in Spanien in den internationalen Brigaden kennengelernt hatte und der zu dieser Zeit Polizeichef in Cottbus war. Mendiburus Mutter heiratete ihn, ließ sich nach einiger Zeit jedoch wieder scheiden, auch weil der Stiefvater die Kinder aus geringfügigen Anlässen schlug.
Helios Mendiburu machte eine Schlosserlehre im Reichsbahnausbesserungswerk (RAW) Cottbus. Wegen guter Leistungen wurde er 1955 zum Studium der Romanistik an die Arbeiter-und-Bauern-Fakultät der Berliner Humboldt-Universität delegiert. In Berlin bekam er Kontakt zu Mitarbeitern des Ostbüros der SPD. Ein Kommilitone gab Mendiburu Margarete Buber-Neumanns Buch Als Gefangene bei Stalin und Hitler zu lesen.

## Verurteilung und Gefängnisaufenthalt
Der Aufstand in Ungarn brach Mendiburu nach eigener Aussage politisch „das Genick“. Im November 1956 war er Mitorganisator eines Demonstrationszuges, der vor der sowjetischen Botschaft endete. Am 17. Mai 1957 wurde Mendiburu verhaftet und verbrachte ein halbes Jahr in Untersuchungshaft in der Haftanstalt der Staatssicherheit in der Berliner Magdalenenstraße. Bei den stundenlangen Verhören mit Schlägen und Misshandlungen wurden ihm zwei Zähne ausgeschlagen. Im Oktober 1957 wurde er in Potsdam wegen Boykotthetze nach Artikel 6 der DDR-Verfassung zu zweieinhalb Jahren Zuchthaus verurteilt, die er im Gefängnis in Neuruppin und im Haftarbeitslager in Eisenhüttenstadt (damals Stalinstadt) verbrachte. Am 4. November 1959 wurde Mendiburu entlassen.

## Leben in Berlin und Wahl zum Bezirksbürgermeister
Seine Mutter arbeitete zu dieser Zeit als Telefonistin bei der Reichsbahn; sie vermittelte ihm eine Arbeit als Hilfsrohrleger beim VEB Energieversorgung Cottbus. Wegen guter Leistungen wurde er von hier wiederum zu einem Ingenieurstudium nach Markkleeberg bei Leipzig delegiert. Im August 1968 sollten alle Mitarbeiter des Betriebes, in dem Mendiburu beschäftigt war, mit ihrer Unterschrift den Einmarsch der Sowjet-Truppen in die CSSR befürworten. Mendiburu war der Einzige, der nicht unterschrieb; sein Chef empfahl ihm daraufhin zunächst zu kündigen. Der Vorfall hatte jedoch keine weiteren Folgen, heimlich erntete er Anerkennung von Kollegen für seinen Mut. 1974 ging Mendiburu nach Berlin, wo er bei der Firma Monsator als Kundendienstingenieur und Gruppenleiter arbeitete.
In der Zeit der Wende des Jahres 1989 sympathisierte er mit dem Programm des Neuen Forums und seinen Forderungen nach mehr Demokratie in der DDR. Er trat eine Woche nach deren Gründung der sozialdemokratischen SDP bei, die sich später der SPD anschloss. Mendiburu fiel in der Bürgerbewegung sowohl durch seine Biographie als auch durch seine akkurate Kleidung auf. Im Mai 1990 wurde er Spitzenkandidat der SPD im Stadtbezirk Friedrichshain und zum Bezirksbürgermeister gewählt. Er blieb bis 2000 im Amt, ließ sich jedoch nach der Fusion des Bezirks mit Kreuzberg nicht mehr als Kandidat aufstellen.
Zur Bundestagswahl 1998 trat Helios Mendiburu als Direktkandidat der SPD im Wahlkreis Berlin-Friedrichshain – Lichtenberg an, unterlag jedoch der PDS-Kandidatin Christa Luft.
Im Januar 2002 trat Mendiburu aus Protest gegen die rot-rote Koalition, die sich auf Berliner Landesebene gebildet hatte, aus der SPD aus.
Der Dokumentarfilm Ein Spanier im Rathaus über Mendiburu von Karlheinz Mund entstand 1992. Mendiburu lebte zuletzt in Berlin-Hellersdorf.